# 朴信弘
朴信弘（?—?），又作朴順弘，新羅王族、官员。
朴信弘最初担任一吉飡。憲康王五年（879年）六月，王伏誅信弘，因为叛。次年二月，其壻朴乂謙退於侍中，伊飡敏恭爲侍中。朴信弘官至角干，他的女貞和太后是新罗第53代君主神德王的母亲，顺弘被追尊为成武大王。

## 父
- 朴元鄰，角干，阿達羅尼師今之遠孫